# Bukvice lékařská
Bukvice lékařská (Betonica officinalis), dříve nazývaná též čistec lékařský (Stachys officinalis), je léčivá rostlina z čeledi hluchavkovitých, jeden z devíti druhů rozšířených od Evropy přes Malou Asii, severní Írán do Střední Asie. Nicméně na území Česka roste z těchto devíti druhů pouze tento jeden druh.

## Popis
Vytrvalá drsně chlupatá bylina, se ztlustlým oddenkem, vysoká 20 až 80 cm. Lodyha na bázi obvykle dřevnatějící, nevětvená, vzpřímená, čtyřhranná, mírně žebrovaná, s řídkými štětinkami. Dolní lodyžní listy v růžici, lodyžní listy řapíkaté, vejčité, vstřícné až 10 cm dlouhé, vroubkované. Květy v hojném počtu v hustém koncovém lichoklasu, pod ním občas 1–2 lichopřesleny v paždích horních listů. Koruna do 1,5 cm dlouhá, temně růžová až světle nachová. Kvete od června do srpna až září.

## Výskyt
Bukvice lékařská je původní v Evropě a Britských ostrovech. Roste roztroušeně v teplomilných doubravách a lesních lemech, na loukách a pastvinách od nížin do podhůří, vzácně i v horách. Vyskytuje se na zásaditých až slabě kyselých půdách. Celkově roste od jižní Skandinávie po severní Afriku a na východ po Ural a Kavkaz.
V Česku roste téměř na celém území roztroušeně a místy hojně, chybí ale v horských oblastech (max. asi 700 m n. m.), vzácně v Poohří, v Podkrušnohorské pánvi, na Slánsku, na Českomoravské vrchovině a v některých oblastech severních a severovýchodních Čech.
Jelikož se jedná v Evropě o poměrně hojný druh, je chráněná zákonem pouze v Irsku.

## Využití
Bukvice je od starověku užívána jako léčivá rostlina, v současnosti je však poněkud opomíjena. Obsahuje třísloviny, silici, hořčiny, betain, cholin, prchavý olej, kyselinu tannovou, stachydrin a další látky. Drogou je nať (Herba betonicae), která se sbírá nejlépe na začátku rozkvětu, možno ji ale sbírat až do podzimu. Dle J. A. Zentricha lze drogu použít při chorobách trávicího ústrojí se zanícenou a překrvenou sliznicí (krvavé průjmy), při dyspeptickém syndromu vyvolaném špatnou kvalitou žaludečních šťáv, při zánětech v oblastech urogenitálního traktu nebo jako antiastmatikum. Droga dále mírně snižuje krevní tlak a její účinky bývají blahodárné i při nervové vyčerpanosti (takže ji lze použít při neuróze, rozrušení, nespavosti, lehké depresi či lehké epilepsii), při zevním použití ji lze využít při léčení bércových vředů. Některými autory je uváděno i působení protinádorové a protirevmatické. Droga se připravuje nejčastěji formou nálevu, který se pije 2x až 4x denně nebo ve formě prášku užívaného 2x až 3x denně na špičku nože. Pro zevní použití se obvykle připravuje koncentrovanější odvar. Při neklidném spánku s divokými sny se doporučuje uléhat na polštář nacpaný asi půl kilogramem řezané a čerstvě usušené bukvice - takový polštář vydrží asi 4 měsíce, pak je třeba náplň vyměnit za čerstvou.
V roce 2011 byla jednou z přísad růžového jedenáctistupňového svrchně kvašeného piva belgického typu witbier BuQičák (angl. Queer Beer) se 4% obsahem alkoholu, uvařeného v restauračním minipivovaru Chýně.,

## Synonyma
- Betonica hirta Leysser
- Betonica stricta Ait.
- Betonica serotina Host
- Stachys officinalis (L.) Trevisan

## Galerie

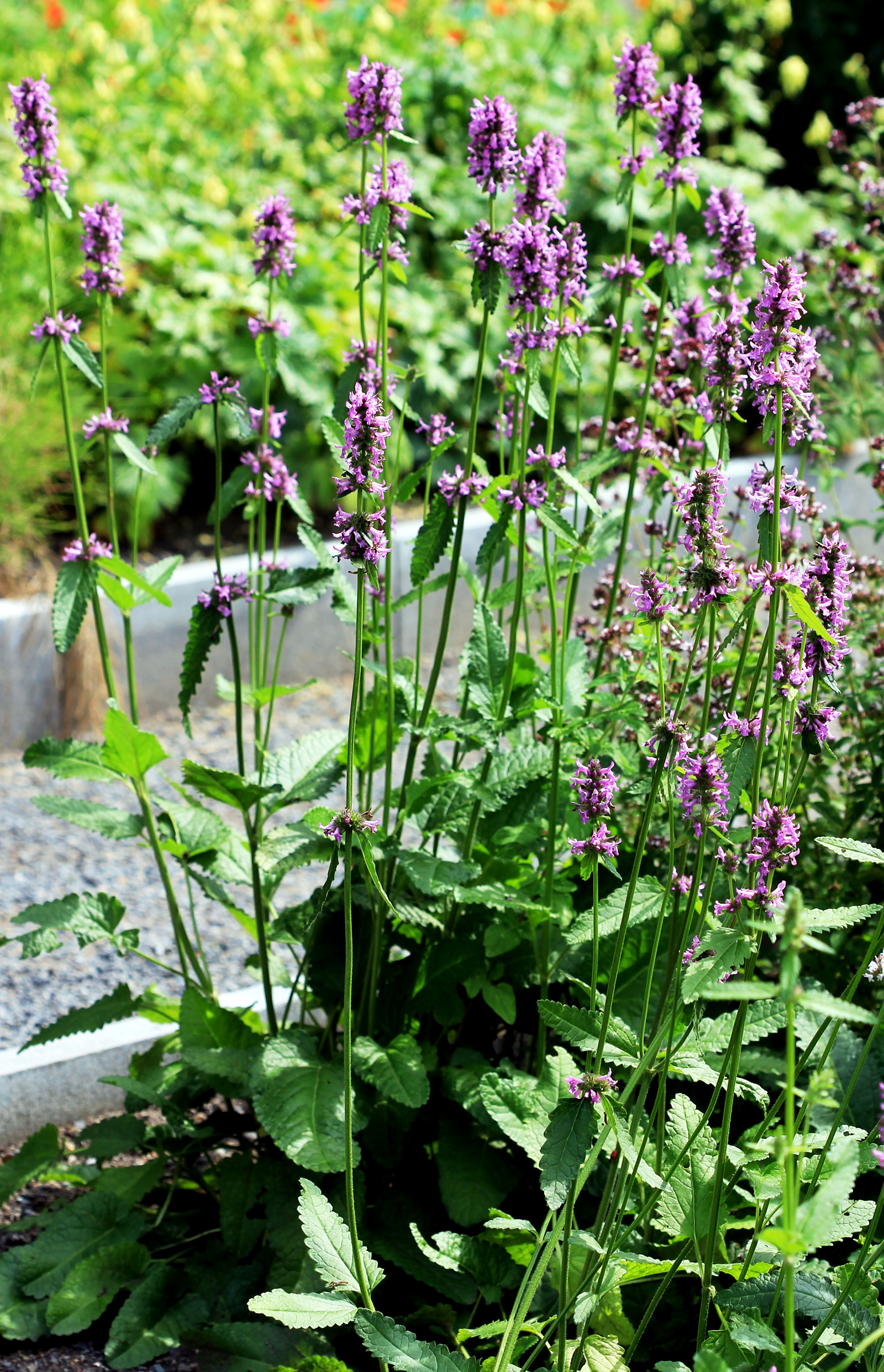
Kvetoucí rostliny
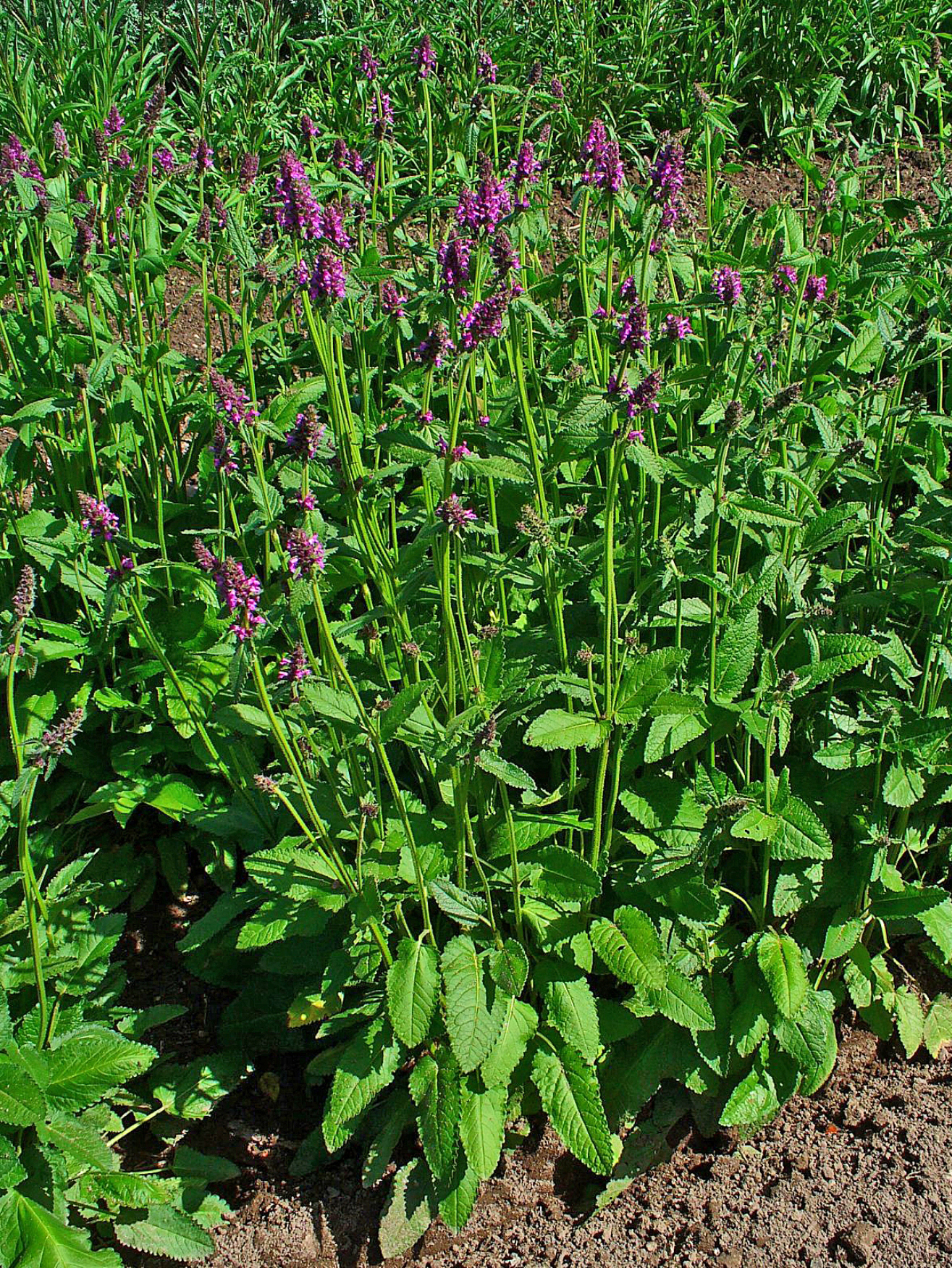
Rostliny
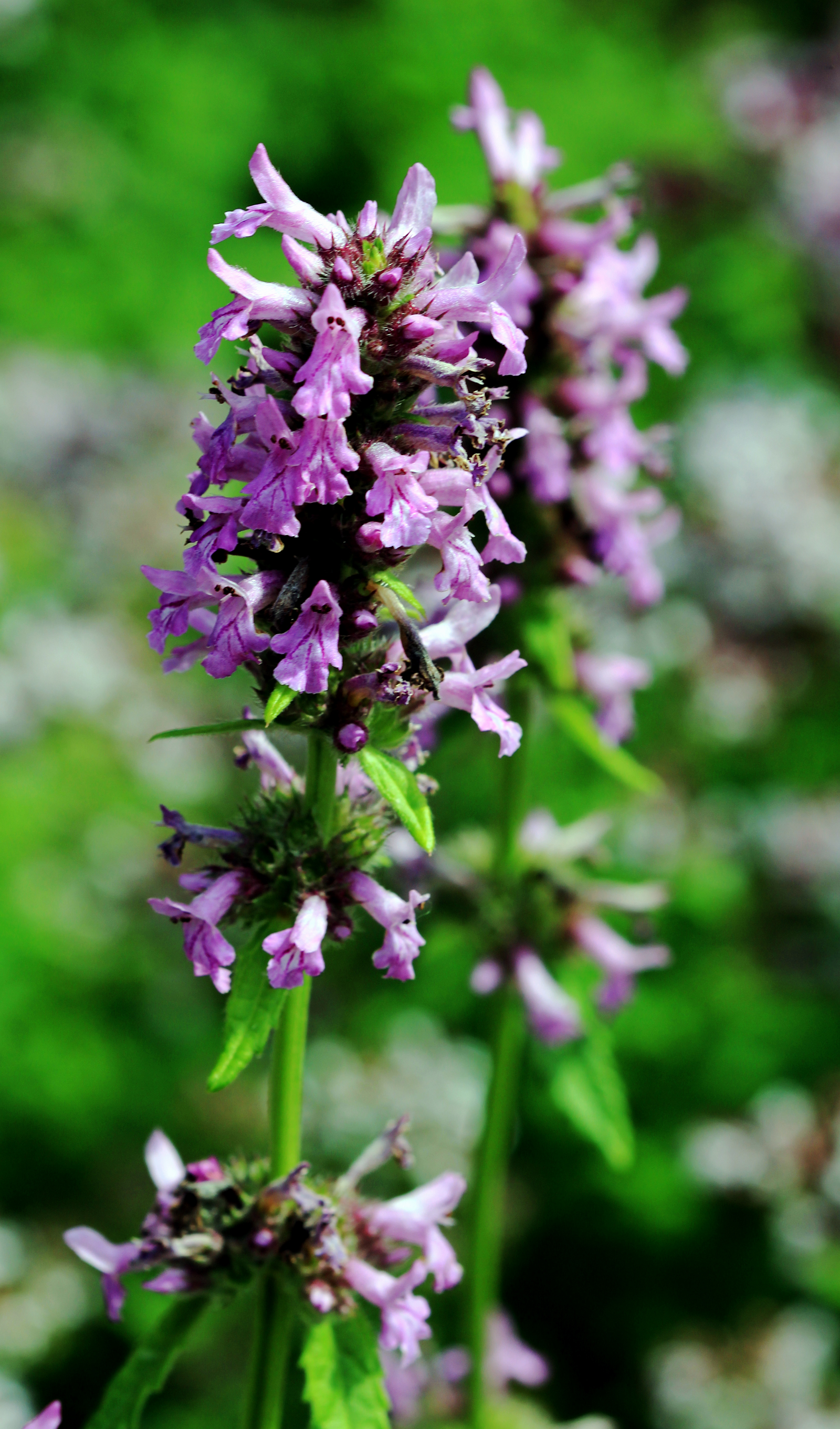
Květenství
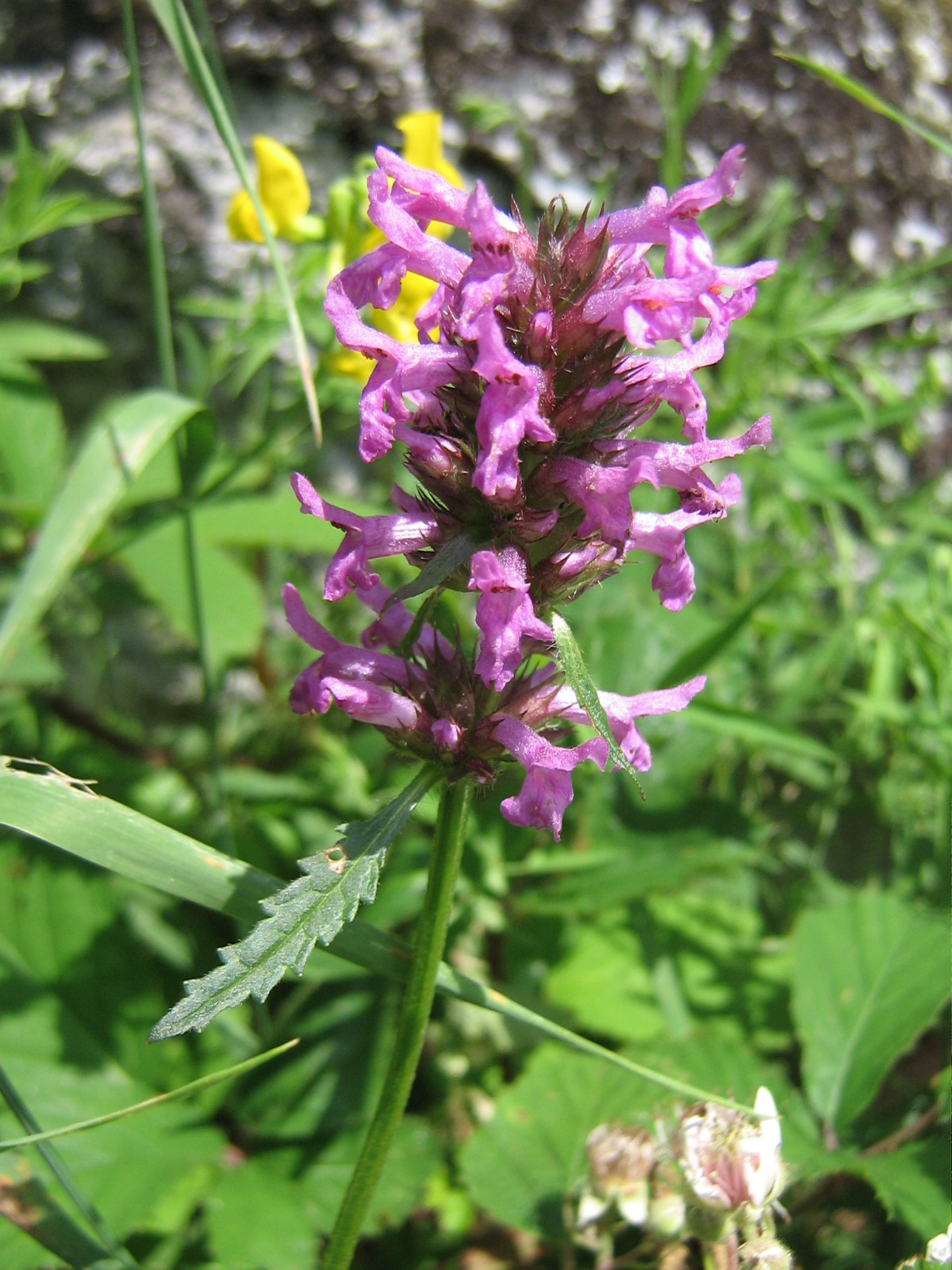
Květenství
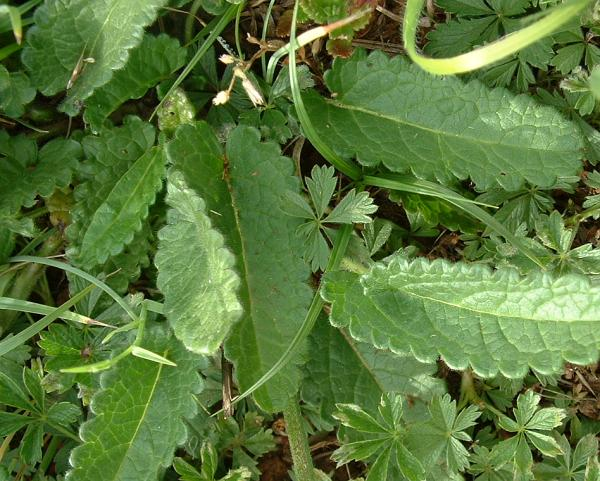
Listy